# (100876) 1998 HK86
(100876) 1998 HK86 es un asteroide perteneciente al cinturón de asteroides, región del sistema solar que se encuentra entre las órbitas de Marte y Júpiter, descubierto el 21 de abril de 1998 por el equipo del Lincoln Near-Earth Asteroid Research desde el Laboratorio Lincoln, Socorro, Nuevo México, Estados Unidos.

## Designación y nombre
Designado provisionalmente como 1998 HK86. 

## Características orbitales
1998 HK86 está situado a una distancia media del Sol de 2,294 ua, pudiendo alejarse hasta 2,694 ua y acercarse hasta 1,894 ua. Su excentricidad es 0,174 y la inclinación orbital 8,883 grados. Emplea 1269,36 días en completar una órbita alrededor del Sol.

## Características físicas
La magnitud absoluta de 1998 HK86 es 16,8. 